# Diario de Gerona (1889-1936)
El Diario de Gerona fue un periódico español editado en la ciudad de Gerona entre 1889 y 1936.

## Historia
Fundado en 1889 por Rafael Masó, acabaría consolidándose como uno de los principales diarios gerundenses. De periodicidad diaria, el diario salía a la calle por las tardes. Fue por lo general una publicación con poco peso informativo. De ideología conservadora, y de línea editorial catalanista, ejercería como portavoz oficioso de la Lliga Regionalista en las comarcas gerundenses. En 1932 la publicación fue renombrada como Diari de Girona y pasó a editarse en catalán.
Dejó de publicarse con el estallido de la Guerra civil; su último número es del 18 de julio de 1936.